# Tadeusz Szukała
Tadeusz Szukała (ur. 9 sierpnia 1948 w Dębicy) – polski polityk, rolnik, technik budowlany, przedsiębiorca, poseł na Sejm IV kadencji.

## Życiorys
W 1969 ukończył Technikum Budowlane w Dębicy. W latach 1965–1969 pracował jako murarz oraz tynkarz. Od 1969 do 1971 był pracownikiem technicznym Zarządu Budownictwa Mieszkaniowego. W latach 1971–1976 prowadził zakład remontowo-budowlany. Od 1976 do 2008 był właścicielem gospodarstwa rolnego (fermy indyków). W 2008 przeszedł na emeryturę.
Zasiadał w zarządzie najpierw Izby Rolniczej w Tarnowie, a następnie Podkarpackiej Izby Rolniczej. W 1992 współtworzył struktury ZZR Samoobrona oraz partii Przymierze Samoobrona w regionie małopolskim i podkarpackim. Zasiada w zarządzie wojewódzkim partii (od 2000 działającej jako Samoobrona RP) na Podkarpaciu.
W wyborach parlamentarnych w 2001, uzyskawszy 4884 głosy został posłem IV kadencji wybranym z jej listy w okręgu nowosądeckim. Pracował w Komisji Samorządu Terytorialnego i Polityki Regionalnej, Komisji Rolnictwa i Rozwoju Wsi, Komisji Polityki Społecznej i Rodziny oraz ośmiu podkomisjach. W wyborach w 2005 nie uzyskał ponownie mandatu (otrzymał 1155 głosów).
W 2009 bezskutecznie ubiegał się z listy Samoobrony RP o mandat deputowanego w wyborach europejskich z okręgu podkarpackiego (dostał 311 głosów). W wyborach samorządowych w 2010 bez powodzenia kandydował na radnego sejmiku podkarpackiego z listy partii Nasz Dom Polska – Samoobrona Andrzeja Leppera.

## Odznaczenia
- Złoty Medal „Za zasługi dla obronności kraju”
- Srebrny Medal „Za zasługi dla obronności kraju”[3]
- Złoty Medal „Za Zasługi dla Pożarnictwa”.

## Życie prywatne
Jest żonaty, ma sześcioro dzieci.